# Zodiak Broadcasting Station
Zodiak Broadcasting Station — приватна радіостанція в Малаві. Заснована у 2005 році Євангелієм Казако. Станція має понад 25 передавальних пунктів і охоплює всю територію Малаві. Майже 60% її програм транслюється мовою чичева, основною мовою Малаві, і лише деякі інші — мовою чітумбука. Одне з найпопулярніших шоу — ток-шоу «Tiuzeni Zoona».

## Висвітлення виборів
Завдяки нейтральному висвітленню президентських і парламентських виборів 2009 року телеканал став офіційним мовником на виборах 2009 року.

## Онлайн
Zodiak пропонує пряму трансляцію радіопередач та вебсторінку, доступну по всьому світу.

## Нагороди
- Телеканал був лауреатом багатьох нагород MISA.[3]